# Фудзіта Тосіко
Тосіко Фудзіта (яп. 藤田 淑子 Фудзіта Тосіко, 5 квітня, 1950, Далянь, КНР — 28 грудня 2018) — японська сейю, акторка, співачка і радіоведуча. Працювала на аґентство Aoni Production.

## Озвучення аніме
1965
- Kaitou Puraido — Хані

1968
- Казки Андерсена (фільм) — Ганс

1969
- Кіт у чоботях — П'єр

1978
- Галактичний експрес 999 (ТБ) — Тінь

1979
- Галактичний експрес 999 (фільм) — Тінь

1980
- Жар-птиця 2772: Космозона любові — Рена
- Досягти Терри — Мама
- Marine Snow no Densetsu — Ідзанамі

1981
- Dr. Slump — Поллі Бакетцу

1982
- Boku Pataliro! — Марайхі
- Космічні пригоди Кобри (фільм) — Катрін
- Історія Андромеди — Іль
- Космічні пригоди Кобри (ТБ-1) — Джейн

1983
- Golgo 13: The Professional — Сінді
- Котяче око — Руй Кісугі

1984
- Koala Boi Kokki — Колбі
- Makiba no Shoujo Katori — Мати
- Choujin Locke — Корнелія
- Кулак Північної Зірки (ТБ-1) — Мамія

1985
- GoShogun — Мати Ремі
- Akuma Shima no Prince: Mitsume ga Tooru — Сяраку
- Dirty Pair: Affair on Nolandia — Самара

1986
- Kenritsu Chikyuu Boueigun — Юко Іное
- Running Boy Star Soldier no Himitsu — Хіденорі
- Dorimogu Daa!! — Дорімогу

1987
- Кулак Північної Зірки (ТБ-2) — Мамія
- Місто чудовиськ — Меки
- Кришталевий трикутник — Джуно Кессіді
- Hitomi no Naka no Shounen: Juugo Shounen Hyouryuuki — Гордон

1988
- Kiteretsu Daihyakka — Китерецу
- Топо Джіджіо (ТБ) — Америка
- Легенда про героїв Галактики — Сюзанна фон Бенемюнде
- Watt Poe to Bokura no Ohanashi — Джем
- Топо Джіджіо (ТБ-2) — Америка

1989
- Yawara! — Тамао Інокума
- Choujin Locke/Lordleon — Корнеллія
- Гоку II: Північне око — Рьоко Кадома

1990
- Watashi no Ashinaga Ojisan (ТБ) — Ріппетт
- Меч правди — Окуні

1991
- Trapp Ikka Monogatari — Матильда
- 3×3 Ока — Пані Хуан / Сюнкай
- Silent Moebius Movie — Раллі
- Dragon Quest (ТБ-2) — Дай

1992
- Silent Moebius Movie 2 — Раллі
- Karasu Tengu Kabuto: Ogon no Me no Kemono — Тамамусі
- Kaze no Naka no Shoujo Kinpatsu no Jeanie — Стефен

1993
- Kishin Corps — Тайсі Такамура
- Oedo wa Nemurenai! — Такао
- Bono Bono — Боно-Боно

1995
- Romeo no Aoi Sora — Альфред

1996
- Пекельний вчитель Нубе (ТБ) — Хіросі Татено

1997
- Psycho Diver: Mashou Bosatsu — Кьоко Аюхара

1998
- Outlaw Star — Хільда
- Легенда про героїв Галактики OVA-2 — Сюзанна фон Бенемюнде
- Silent Moebius — Раллі

1999
- Пригоди діґімонів (фільм) — Тайті Яґамі
- Пригоди діґімонів (ТБ) — Тайті Яґамі
- Детектив Конан (фільм 03) — Урасі Сейран

2000
- Пригоди діґімонів 02 — Тайті Яґамі

2001
- Детектив Конан (фільм 05) — Міо Токіва

2002
- Дванадцять королівств — Дзьокаку

2003
- Konjiki no Gash Bell!! — Зофіс
- Planetes — Харуко
- Ліс русалок (ТБ) — Нанао

2004
- Небесний Фафнір — Хестор Геллоп

2005
- Скляна маска — Тігуса Цукікаге

2007
- Вітер Емілі — Елізабет Мюррей
- Мононоке — Хісайо

2008
- Kurozuka — Саніва
- One Outs — Біг Мама

2009
- Повість про Ґендзі: Тисячоліття — Кокіден-но-Нього

2012
- One Piece — Велика Матуся